# Arturo Beltrán-Leyva
Marcos Arturo Beltrán-Leyva (Badiraguato, 27 september 1961 – Cuernavaca, 16 december 2009) was een Mexicaans drugsbaron. Beltrán-Leyva was een van de leiders van het Beltrán-Leyvakartel.
Beltrán-Leyva was afkomstig uit de noordwestelijke staat Sinaloa. In de jaren 90 sloten hij en zijn broers zich aan bij het machtige Sinaloakartel, en ondernamen tal van acties gericht om gebied van het Golfkartel over te nemen. In januari 2008 werd zijn broer Alfredo Beltrán-Leyva door de autoriteiten gevangengenomen. De gebroeders Beltrán-Leyva hielden Joaquín "El Chapo" Guzmán, leider van het Sinaloakartel, hiervoor verantwoordelijk. Zij scheurden zich af van het Sinaloakartel en richtten hun eigen kartel op, gelieerd met het Tijuanakartel en het Golfkartel, en bestreden het Sinaloakartel. Beltrán-Leyva was een van de meest gezochte criminelen van Mexico, de Mexicaanse overheid had $2,1 miljoen dollar uitgeloofd voor zijn arrestatie.
Op 11 december 2009 kregen de autoriteiten een tip dat Beltrán-Leyva een feest zou hebben georganiseerd in Ahuatepec in de staat Morelos, waarvoor verschillende muzikanten van nationale bekendheid en meer dan twintig prostituees waren ingehuurd. Troepen van de Mexicaanse Marine namen het huis onder vuur, maar Beltrán-Leyva wist te ontsnappen. De Marine wist hem echter te volgen en vijf dagen later werd hij getraceerd in een luxueuze villa in staatshoofdstad Morelos. Na een vuurgevecht van negentig minuten kwam Beltrán-Leyva om het leven.
De uitschakeling van Beltrán-Leyva gold als een succes voor de Mexicaanse regering. Voor het eerst sinds president Felipe Calderón drie jaar eerder de oorlog aan de drugskartels verklaarde werd een drugsbaron van een dergelijk kaliber uitgeschakeld. Ook bleek de nieuwe strategie om de Marine in te zetten haar vruchten af te werpen; de Marine stond als minder corrupt te boek dan het leger en de politie. Critici stelden echter dat de dood van Beltrán-Leyva er alleen toe zou leiden dat er ruimte vrij zou komen voor andere drugsbaronnen.